# Dian Wei
Dian Wei (? – 197) fou guerrer durant la tardana Dinastia Han Oriental i l'era dels Tres Regnes de la Xina. Va servir com un guardaespatlles del poderós senyor de la guerra, Cao Cao. Famós per la seua enorme força, Dian Wei va sobresortir en esgrimir dos halberd bessones, cadascuna de les quals es deia que pesaven 40 jin. Va morir defenent l'escapada de Cao Cao contra múltiples enemics a la batalla de Wancheng.

## Biografia

### Presentació
Dian Wei va néixer al districte Chenliu (陳留) a la ciutat de Jiwu (己吾), corresponent al sud-oest de l'actual ciutat de Kaifeng a la província de Henan.
La seua aparició es descriu com de monstruosa força sobrehumana. Hi té d'una gran determinació i és conegut per la seua personalitat cavalleresca.

### L'Assassinat de Li Yong
Dian Wei comença la seua carrera al servei del clan Liu del Districte Xiangyi (l'actual districte de Sui). Això va portar a una vendetta amb Li Yong de Suiyang (al sud de l'actual ciutat de Shangqiu). Li Yong era un home extremadament prudent i Dian Wei va decidir d'utilitzar un engany per apropar-se a ell. Per acostar-se va anar amb un carro ple d'aviram i de licors. Quan les portes s'obriren per deixar entrar a Dian Wei, este va traure una daga i matà a Li Yong i la seua esposa, sembra el pànic en el mercat que no era molt lluny. Dian Wei de nou prenent un altre carro, i perseguit per un centenar de persones va estar massa a prop que l'agafaren. Després d'haver recorregut uns quatre o cinc li (uns dos quilòmetres), Dian Wei se sumà als seus companys i atacà als seus perseguidors, per fugir. Aquest èxit fa a Dian Wei famós com un heroi cavalleresc.

### Servei sota Zhang Miao i Xiahou Dun
Al voltant de 191-192, Zhang Miao portà un exèrcit per enfrontar-se al tirà Dong Zhuo. Dian Wei es va oferir com a voluntari per a unir-se i s'allista com a soldat sota les ordres del comandant Zhao Chong. Durant una batalla, este s'adona de l'extraordinària força de la Dian Wei quan tractà d'agitar una bandera que diversos homes no havien pogut subjectat.
Més tard, Dian Wei es va sumar a l'exèrcit Xiahou Dun, un general al servei del senyor de la guerra Cao Cao. En reconeixement dels molts enemics que va matar el camp de batalla, Dian Wei va ser ascendit a comandant (司馬).

### Batalla de Puyang
El 194, Cao Cao s'enfronta amb Lu Bu en Puyang i la batalla es gira en contra seu. Encara que Cao Cao havia estat rodejat per les forces enemigues, Dian Wei es planteja d'anar amb unes poques desenes d'homes, tots portaven una doble capa de roba i armadura, portaven els seus escuts i llances (halberds picades). Dian Wei s'afanya en el rescat del flanc occidental, protegint-se d'una pluja de fletxes. I de sobte crida als seus homes: "Dir-me quan els enemics siguen deu passos!". Els seus homes cridaren: "Són a deu passos!". I Dian Wei els cridà: "Dir-me quan siguen cinc passos!". I els seus homes, en pànic, van respondre: "L'enemic està sobre nosaltres!" A aquest punt Dian Wei confiscà una dotzena de halberds i se'n va marxar cridant en direcció als soldats enemics de Lu Bu. Els enemics no foren capaços de gastar totes les seues halberds i de mantenir-se dempeus durant la batalla. Cao Cao aconseguí revertir la situació i Lu Bu va haver de retirar-se. Cao Cao va prometre a Dian Wei el rang de Tinent (都尉) i ho va fer el seu guardaespatlles personal i el va mantindre permanentment al seu costat.

### Al servei de Cao Cao
Durant les batalles que segueixen en les campanyes militars de Cao Cao, Dian Wei regularment mostra la seva destresa, així com aquells de la brigada d'elit que ha seleccionat personalment i aixina es promou el coronel (校尉).
Dian Wei es mou d'un home dedicat a les seves funcions de guardaespatlles i extremadament cautelós i no era estrany que preferira dormir en una tenda de campanya a prop de la de Cao Cao en comptes de tornar a ses estances. És també un bon bevedor i un bon menjador. Però era difícil d'empassar molt i beure per glops generosos, de manera que es pren diversos homes perquè li proporcionen el seu menjar. Cao Cao ofereix banquets en el seu honor.